# Sioux Falls
Sioux Falls es una ciudad ubicada en los condados de Minnehaha y Lincoln en el estado estadounidense de Dakota del Sur. En el censo de 2010 tenía una población de 153 888 habitantes y una densidad poblacional de 809 hab./km². Se encuentra junto al río Big Sioux —un afluente del río Misuri—, muy cerca de la frontera con los estados de Minnesota y Iowa.

## Historia
La historia de Sioux Falls gira en torno a las cascadas del río Big Sioux. Las cataratas se crearon hace unos 14 000 años durante la última edad de hielo. El atractivo de las cataratas ha sido una poderosa influencia. Los pueblos ho-chunk, ioway, otoe, misuri, omaha (y ponca en ese momento), quapaw, kansa, osage, arikira, dakota y cheyenne habitaron y se establecieron en la región antes que los europeos y descendientes de europeos. Todavía existen numerosos túmulos funerarios en los acantilados altos cerca del río y se extienden por los alrededores. 

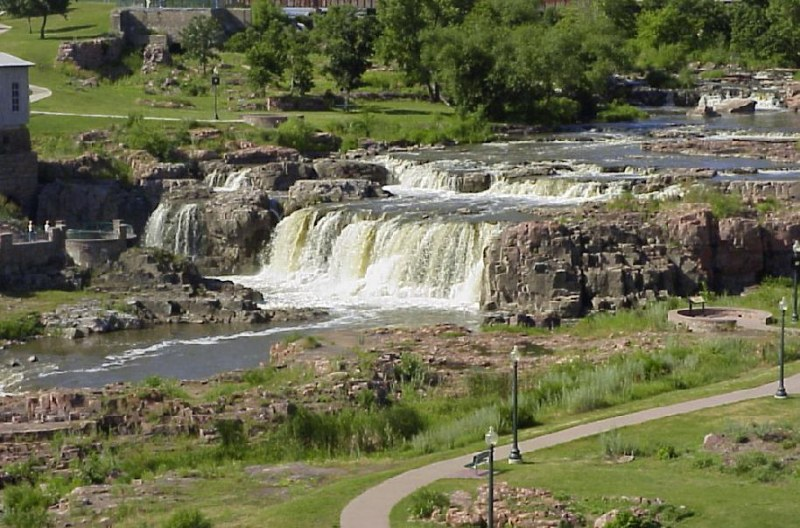
Los cataratas del río Big Sioux en Sioux Falls.

Los pueblos indígenas mantuvieron una sociedad agrícola con aldeas fortificadas, y los que llegaron más tarde reconstruyeron muchos de los mismos sitios que antes se asentaron. Los lakota pueblan comunidades urbanas y de reserva en el estado contemporáneo y muchos lakota, dakota y otros indígenas estadounidenses residen hoy en Sioux Falls.
Viajeros y exploradores franceses visitaron la zona a principios del siglo XVIII. La primera visita documentada de un estadounidense (de ascendencia europea) fue de Philander Prescott, quien acampó durante la noche en las cataratas en diciembre de 1832. El capitán James Allen dirigió una expedición militar desde Fort Des Moines en 1844. Jacob Ferris describió las cataratas en su 1856 libro Los estados y territorios del Gran Oeste.
Dos grupos separados, la Dakota Land Company de St. Paul y la Western Town Company de Dubuque, Iowa, se organizaron en 1856 para reclamar la tierra alrededor de las cataratas, considerada una ciudad prometedora por su belleza y energía hidráulica. Cada uno presentó reclamos de 1,3 km², pero trabajaron juntos para la protección mutua. Construyeron una barricada temporal de césped que llamaron "Fuerte Sod", en respuesta a las tribus nativas que intentaban defender su tierra de los colonos. Luego, diecisiete hombres pasaron "el primer invierno" en Sioux Falls. Al año siguiente, la población creció hasta cerca de los 40.
Aunque los conflictos en el condado de Minnehaha entre los nativos americanos y los colonos blancos fueron pocos, la Guerra de Dakota de 1862 envolvió el cercano suroeste de Minnesota. La ciudad fue evacuada en agosto de ese año cuando dos colonos locales murieron como resultado del conflicto. Los colonos y soldados estacionados aquí viajaron a Yankton a finales de agosto de 1862. El pueblo abandonado fue saqueado e incendiado.
Fort Dakota, una reserva militar establecida en el actual centro de la ciudad, se estableció en mayo de 1865. Muchos antiguos colonos regresaron gradualmente y en los años siguientes llegó una nueva ola de colonos. La población creció a 593 en 1873, y ese año estaba en marcha un boom de la construcción. La aldea de Sioux Falls, que consta de 4,9 km², se incorporó en 1876 y la legislatura territorial de Dakota le otorgó un estatuto de ciudad el 3 de marzo de 1883.
La llegada de los ferrocarriles marcó el comienzo de la gran década de Dakota Boom de la década de 1880. La población de Sioux Falls se multiplicó de 2164 en 1880 a 10 167 al final de la década. El crecimiento transformó la ciudad. Una severa plaga de saltamontes y una depresión nacional detuvieron el auge a principios de la década de 1890. La ciudad creció en solo 89 personas desde 1890 hasta 1900.

### SigloXX
Pero la prosperidad finalmente regresó con la apertura de la planta empacadora de carne John Morrell en 1909. A su vez, en 1919 se terminó la catedral de San José. Más adelante se fundó una base aérea y una escuela militar de capacitación en radio y comunicaciones en 1942, y la finalización de las carreteras interestatales a principios de la década de 1960. Gran parte del crecimiento en la primera parte del siglo XX fue impulsado por la industria agrícola, como la planta de Morrell y los corrales cercanos (uno de los más grandes del país).

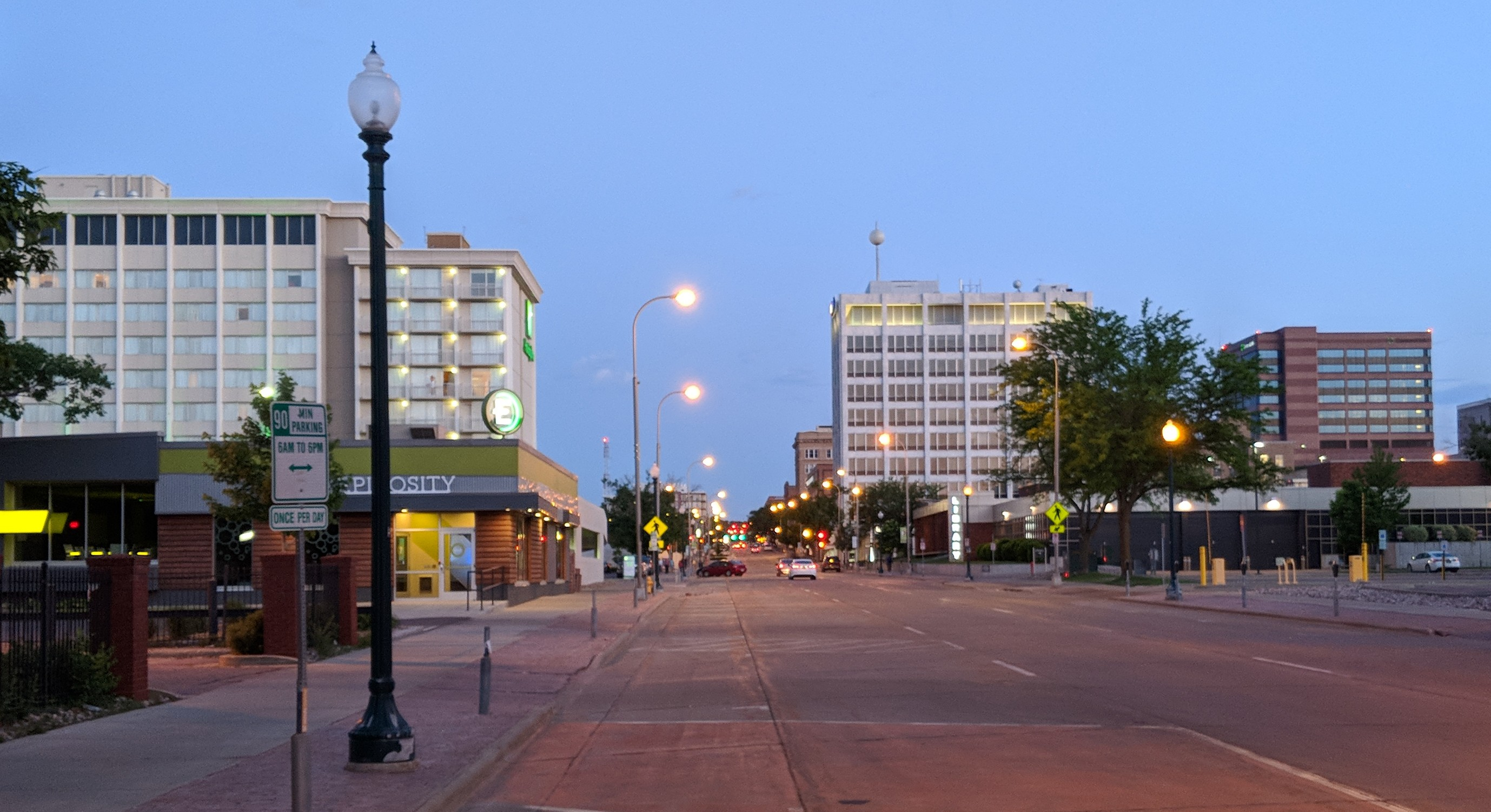
Aspecto del centro de la ciudad a la altura de Main Avenue. Al fondo a la derecha se encuentra la Century Link Tower (Qwest Tower), el edificio más alto de Dakota del Sur.

En 1955 la ciudad decidió consolidar la vecina ciudad incorporada de South Sioux Falls. En ese momento, South Sioux Falls tenía una población de casi 1600 habitantes, según el censo de 1950. Fue la tercera ciudad más grande del condado después de Sioux Falls y Dell Rapids. Para el 18 de octubre de 1955, los residentes de South Sioux Falls votaron 704 a favor y 227 en contra para consolidarse con Sioux Falls. Sobre el mismo tema, los residentes de Sioux Falls votaron el 15 de noviembre con 2714 votos a favor y 450 en contra. En 1971 se terminó la Qwest Tower, que desde entonces es el edificio más alto de Dakota del Sur.
En 1981, para aprovechar las leyes estatales de usura recientemente relajadas, Citibank trasladó su centro principal de tarjetas de crédito de Nueva York a Sioux Falls. Algunos afirman que este evento fue el impulso principal para el aumento de la población y las tasas de crecimiento del empleo que ha experimentado Sioux Falls durante el último cuarto de siglo. Otros señalan que la reubicación de Citibank fue solo una parte de una transformación más general de la economía de la ciudad de una economía basada en la industria a una economía centrada en la atención médica, las finanzas y el comercio minorista.
Sioux Falls ha crecido a un ritmo rápido desde fines de la década de 1970, y la población de la ciudad dio un salto de 81.000 habitantes en 1980, a 183.200 en 2018.

## Geografía

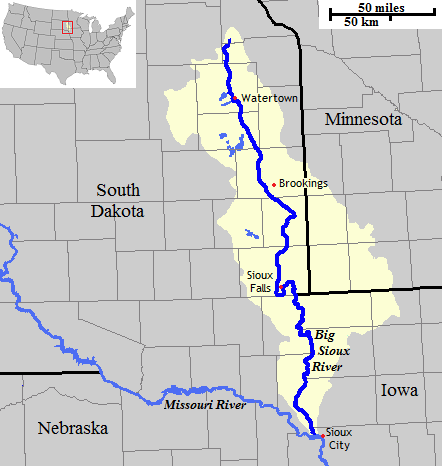
Mapa del río Big Sioux en el que se observa —sobre su curso medio en un recodo— Sioux Falls

Sioux Falls se encuentra ubicada en las coordenadas 43°32′18″N 96°43′55″O / 43.53833, -96.73194, al sureste del estado, cerca de las fronteras con Minnesota y Iowa, sobre el curso medio del río Big Sioux. Según la Oficina del Censo de los Estados Unidos, Sioux Falls tiene una superficie total de 190,3 km², de la cual 188,97 km² corresponden a tierra firme y (0,69 %) 1,32 km² es agua.

### Clima
| Parámetros climáticos promedio de Sioux Falls (Aeropuerto Regional de Sioux Falls), normales 1991–2020, extremos 1893–presente | Parámetros climáticos promedio de Sioux Falls (Aeropuerto Regional de Sioux Falls), normales 1991–2020, extremos 1893–presente | Parámetros climáticos promedio de Sioux Falls (Aeropuerto Regional de Sioux Falls), normales 1991–2020, extremos 1893–presente | Parámetros climáticos promedio de Sioux Falls (Aeropuerto Regional de Sioux Falls), normales 1991–2020, extremos 1893–presente | Parámetros climáticos promedio de Sioux Falls (Aeropuerto Regional de Sioux Falls), normales 1991–2020, extremos 1893–presente | Parámetros climáticos promedio de Sioux Falls (Aeropuerto Regional de Sioux Falls), normales 1991–2020, extremos 1893–presente | Parámetros climáticos promedio de Sioux Falls (Aeropuerto Regional de Sioux Falls), normales 1991–2020, extremos 1893–presente | Parámetros climáticos promedio de Sioux Falls (Aeropuerto Regional de Sioux Falls), normales 1991–2020, extremos 1893–presente | Parámetros climáticos promedio de Sioux Falls (Aeropuerto Regional de Sioux Falls), normales 1991–2020, extremos 1893–presente | Parámetros climáticos promedio de Sioux Falls (Aeropuerto Regional de Sioux Falls), normales 1991–2020, extremos 1893–presente | Parámetros climáticos promedio de Sioux Falls (Aeropuerto Regional de Sioux Falls), normales 1991–2020, extremos 1893–presente | Parámetros climáticos promedio de Sioux Falls (Aeropuerto Regional de Sioux Falls), normales 1991–2020, extremos 1893–presente | Parámetros climáticos promedio de Sioux Falls (Aeropuerto Regional de Sioux Falls), normales 1991–2020, extremos 1893–presente | Parámetros climáticos promedio de Sioux Falls (Aeropuerto Regional de Sioux Falls), normales 1991–2020, extremos 1893–presente |
| Mes | Ene. | Feb. | Mar. | Abr. | May. | Jun. | Jul. | Ago. | Sep. | Oct. | Nov. | Dic. | Anual |
| --- | --- | --- | --- | --- | --- | --- | --- | --- | --- | --- | --- | --- | --- |
| Temp. máx. abs. (°C) | 18.9 | 21.1 | 31.1 | 36.7 | 40 | 43.3 | 43.3 | 42.8 | 40 | 34.4 | 27.8 | 17.2 | 43.3 |
| Temp. máx. media (°C) | -2.7 | 0 | 7.2 | 15 | 21.6 | 27.2 | 29.6 | 28.2 | 24.2 | 16.2 | 7.2 | -0.2 | 14.4 |
| Temp. media (°C) | -7.8 | -5.4 | 1.5 | 8.4 | 15.1 | 21.1 | 23.6 | 22.2 | 17.7 | 9.8 | 1.6 | -5.3 | 8.6 |
| Temp. mín. media (°C) | -13.1 | -10.8 | -4.3 | 1.9 | 8.6 | 14.9 | 17.4 | 16.2 | 11.1 | 3.4 | -4.2 | -10.3 | 2.6 |
| Temp. mín. abs. (°C) | -38.9 | -41.1 | -30.6 | -15.6 | -8.3 | 0 | 1.1 | 1.1 | -10.6 | -20.6 | -27.2 | -35 | -41.1 |
| Precipitación total (mm) | 15.2 | 21.1 | 40.6 | 76.2 | 98 | 107.4 | 82.6 | 84.8 | 69.3 | 59.9 | 31 | 21.1 | 707.4 |
| Nevadas (cm) | 20.3 | 21.8 | 18.3 | 13 | 0.3 | 0 | 0 | 0 | 0 | 3.6 | 15.7 | 22.1 | 115.1 |
| Días de precipitaciones (≥ 0.2 mm)                                                                                             | 7.0 | 7.0 | 8.2 | 10.2 | 12.1 | 11.8 | 9.0 | 9.4 | 8.1 | 7.9 | 6.2 | 7.0 | 103.9 |
| Días de nevadas (≥ 0.2 cm) | 7.3 | 6.8 | 5.1 | 2.2 | 0.1 | 0.0 | 0.0 | 0.0 | 0.0 | 0.9 | 3.5 | 6.9 | 32.8 |
| Humedad relativa (%) | 71.7 | 73.3 | 72.1 | 64.5 | 63.5 | 65.4 | 65.4 | 67.9 | 69.5 | 67.2 | 73.4 | 75.5 | 69.1 |
| Fuente: NOAA (humedad 1961–1990)                                                                                               | | | | | | | | | | | | | |

## Demografía
Según el censo de 2010,había 153.888 personas, 61.707 hogares y 37.462 familias residiendo en la ciudad. La densidad de población era de 2.109,2 habitantes por milla cuadrada (814,4/km2). Había 66.283 unidades de vivienda con una densidad media de 908,5 por milla cuadrada (350,8/km2). La densidad de población era de 808,67 hab./km². De los 153 888 habitantes, Sioux Falls estaba compuesto por el 86,8 % blancos, el 4,22 % eran afroamericanos, el 2,66% eran amerindios, el 1,78 % eran asiáticos, el 0,09 % eran isleños del Pacífico, el 1,96 % eran de otras razas y el 2,49 % pertenecían a dos o más razas. Del total de la población el 4,44 % eran hispanos o latinos de cualquier raza.